# Casal de Cambra
Casal de Cambra é uma vila portuguesa que é sede da Freguesia de Casal de Cambra do Município de Sintra, freguesia com 2,40 km² de área e 13 347 habitantes (censo de 2021), tendo, assim, uma densidade populacional de 5 561,3 hab./km².
A freguesia foi criada pela Lei n.º 35/97 de 12 de julho, com lugares desanexados da freguesia de Belas.
A povoação de Casal de Cambra, sede da freguesia, foi elevada à categoria de vila em 12 de junho de 2009.
Casal de Cambra tem por orago Santa Marta. 

## Demografia
A população registada nos censos foi:
| Ano  | 0-14 Anos | 15-24 Anos | 25-64 Anos | > 65 Anos |
| 2001 | 1972      | 1536       | 5632       | 725       |
| 2011 | 2493      | 1619       | 7257       | 1332      |
| 2021 | 2228      | 1732       | 7249       | 2138      |

## História
Casal de Cambra foi, em séculos passados “grandes terras de pão”, e os seus terrenos eram cobertos por extensas searas.
Desde o século XV, a Quinta do Casal, como era denominada nessa época, pertencia à Infanta D. Beatriz, mãe de D. Manuel I.
Estas terras entraram posteriormente no século XVI na casa da Rainha e tomaram o nome de Câmara, destinando-se o rendimento dessas terras ao sustento da casa da Rainha.
Em 1583 é feito o primeiro assento de casamento e em 1587, a 9 de Janeiro, faz-se o assento do primeiro óbito.
A Ermida de Santa Marta (Casal de Cambra), existente nesta vila deve ter sido construída na última metade do séc. XVI.
No século XVII cresce o povoado e divide-se esta Quinta em alguns casais. 
Defende-se que o actual nome deste bairro se deve ao desenvolvimento mais significativo de um Casal no lugar da Câmara.
Casal de Cambra em 1940 era chamada de “ Casal de Camera”, “Lugar de Camera” ou “Casais de Camera”.
Surgiu devido à crise de habitação existente na altura e à pressão exercida pela grande cidade de Lisboa que ia empurrando as pessoas para a periferia.
Era uma propriedade rústica destinada à exploração agrícola e pecuária. O bairro foi-se expandindo com a construção de carácter familiar e não com o aspecto comercial.
É de salientar que, em 1911 as águas de "Casal de Camera", depois de analisadas eram uma excelente água tonica, indicada para o tratamento de anemias, linfatismo e dispepsia. Em 1913 estas águas foram exploradas pela Empresa das Águas.
O loteamento clandestino que deu lugar ao actual bairro de Casal de Cambra iniciou-se em 1963 com a venda de uma grande propriedade em parcelas. Os novos proprietários, em 1968 procederam à subdivisão daquelas parcelas, dando-se início à construção clandestina. Os edifícios construídos foram essencialmente moradias com um e dois pisos destinados a habitação própria. Construíram-se algumas moradias para arrendamento e apareceram posteriormente edifícios de habitação colectiva com vários andares, normalmente construídos por emigrantes.
A recuperação do bairro iniciou-se em 1973, havendo em 1979 um trabalho intensivo para evitar o aparecimento de novas construções, enquanto o projecto se encontrava em elaboração.
Em 1982 iniciaram-se as seguintes obras de redes de abastecimento de água, esgotos e arruamentos.
Sendo Casal de Cambra um bairro clandestino, os seus moradores não tinham qualquer espaço colectivo. Assim, construíram um Edifício Social junto à Lagoa de Casal de Cambra. Esta Associação foi construída pelos moradores que trabalharam voluntariamente e deram os materiais de construção.
A população foi crescendo dia a dia e havia necessidade de recorrer com frequência à Junta de Freguesia de Belas. Começou então, a funcionar neste edifício um gabinete da Junta de Freguesia, onde o Presidente da Junta de Belas se deslocava duas vezes por semana para atender a população.
Alguns anos após esta construção, começou aqui a funcionar a 1ª Escola de Casal de Cambra pois já havia muitas crianças em idade escolar.
Em 1997 Casal de Cambra passou a freguesia, deixando de ser uma povoação da freguesia de Belas.